# لچاشن (کاشاتاق)
لچاشن (ارمنی: Լճաշեն، ترکی آذربایجانی: Xocik) یک منطقهٔ مسکونی در جمهوری آرتساخ است که در استان کاشاتاق واقع شده‌است.